# Mauro Zani

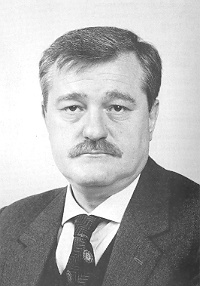
Mauro Zani

Mauro Zani (* 22. November 1949 in Sala Bolognese, Italien) ist ein italienischer Politiker und Mitglied des Europäischen Parlaments mit der Partei Democratici di Sinistra, die Teil der Sozialdemokratischen Partei Europas ist. Er ist Mitglied im Entwicklungsausschuss.
Zani ist Stellvertreter im Ausschuss für internationalen Handel, Mitglied in der Delegation in der Paritätischen Parlamentarischen Versammlung AKP-EU und Stellvertreter in der Delegation für die Beziehungen zu dem Palästinensischen Legislativrat.

## Karriere
- Dipl. Industriesachverständiger
- 1972–1975: Sekretär der Sektion Bologna des Kommunistischen Jugendverbandes Italiens (FGCI)
- 1988–1991: Parteisekretär der Sektion Bologna der PCI (Partito Comunista Italiano) und der PDS (Partito della Sinistra)
- 1991–1992: Regionalsekretär der PDS für die Emilia-Romagna
- Mitglied (1992–1994) und Koordinator (1994–1997) des Parteisekretariats der PDS
- 1999: Parteisekretär der Sektion Bologna der DS (Democratici di Sinistra)
- 2000–2002: Regionalsekretär der DS für die Emilia-Romagna
- 1976–1980: Mitglied des Regionalrats der Emilia-Romagna
- Mitglied des Provinzrats (1980–1990) und des Stadtrats (1990–1992) von Bologna
- 1985–1987: Vizepräsident und später Präsident des Provinzrats von Bologna
- 1994–2004: Mitglied der Abgeordnetenkammer
- 1996–2001: stellvertretender Vorsitzender der DS-Ulivo-Fraktion
- 2001–2004: stellvertretender Vorsitzender des ständigen Ausschusses für die Politik der Europäischen Union

Siehe auch: Liste der Mitglieder des 6. Europäischen Parlamentes